# Yoro (Mali)
Yoro è un comune rurale del Mali facente parte del circondario di Koro, nella regione di Mopti.
Il comune è composto da 9 nuclei abitati:
- Gangafani II
- Guiri
- Louh
- Kindi
- Koutaga
- Nassolé
- Yomtao
- Yoro
- Zanaké